# Upplands Väsby (Gemeinde)
Koordinaten: 59° 31′ N, 17° 55′ O

Upplands Väsby ist eine Gemeinde (schwedisch kommun) in der schwedischen Provinz Stockholms län und der historischen Provinz Uppland. Der Hauptort der Gemeinde ist Upplands Väsby.

## Geographie
Upplands Väsby hat eine Fläche von 75 Quadratkilometern und grenzt an die Gemeinden Sollentuna, Järfälla, Upplands-Bro, Sigtuna, Vallentuna und Täby. Die Natur ist von einer eiszeitlichen Moräne geprägt, auf der Acker- und Waldflächen liegen.

## Geschichte
Die Gegend wurde schon frühzeitig besiedelt. Das bezeugen die vielen archäologischen Fundstätten und die große Anzahl Runensteine. Der Name der Gemeinde stammt von einem Schloss des französischen Adelsgeschlechtes De Geer, Stora Wäsby. In den 1740er Jahren entstand der Königliche Gutshof Sköldnora. Entwicklungsschübe gab es nach dem Bau der Eisenbahnlinie zwischen Stockholm und Uppsala sowie nach der Einrichtung des Flughafens Arlanda.

Runsa
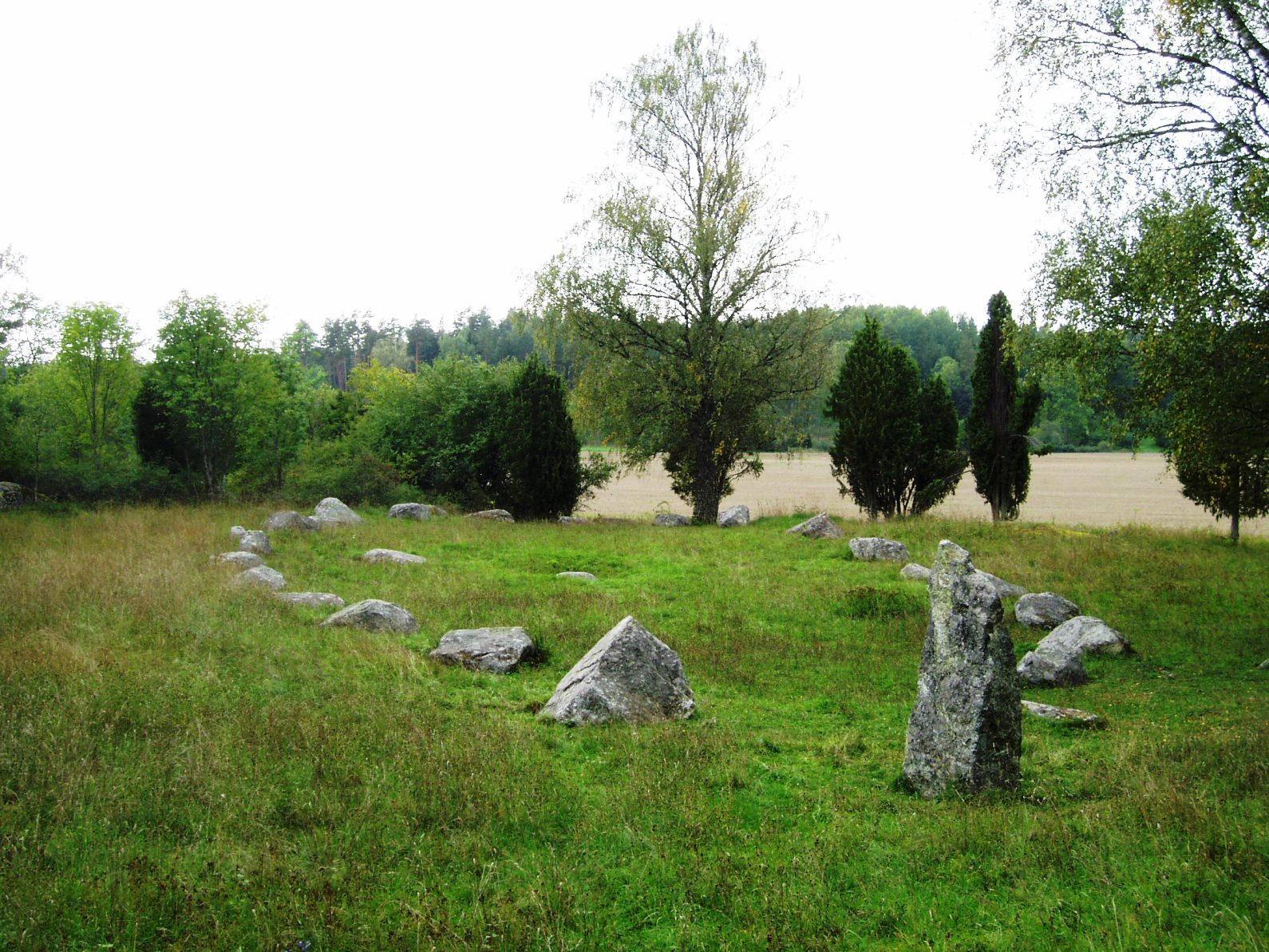
Schiffssetzung von Runsa
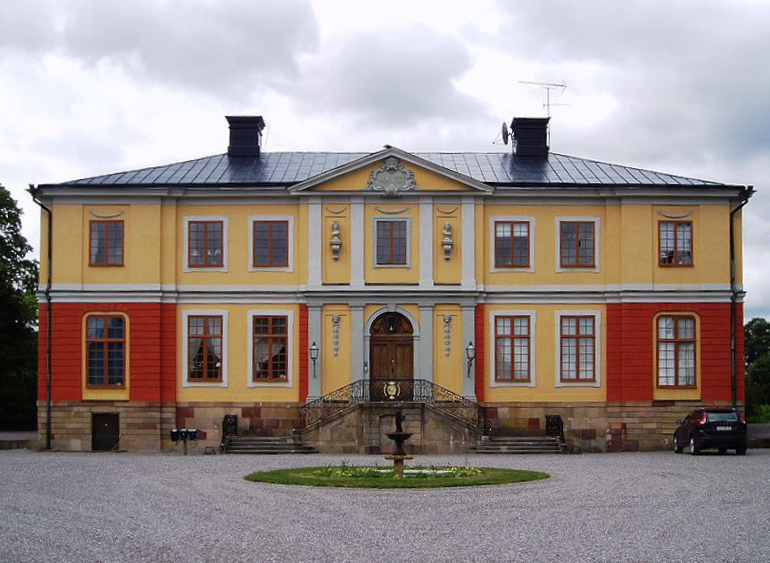
Schloss Stora Väsby
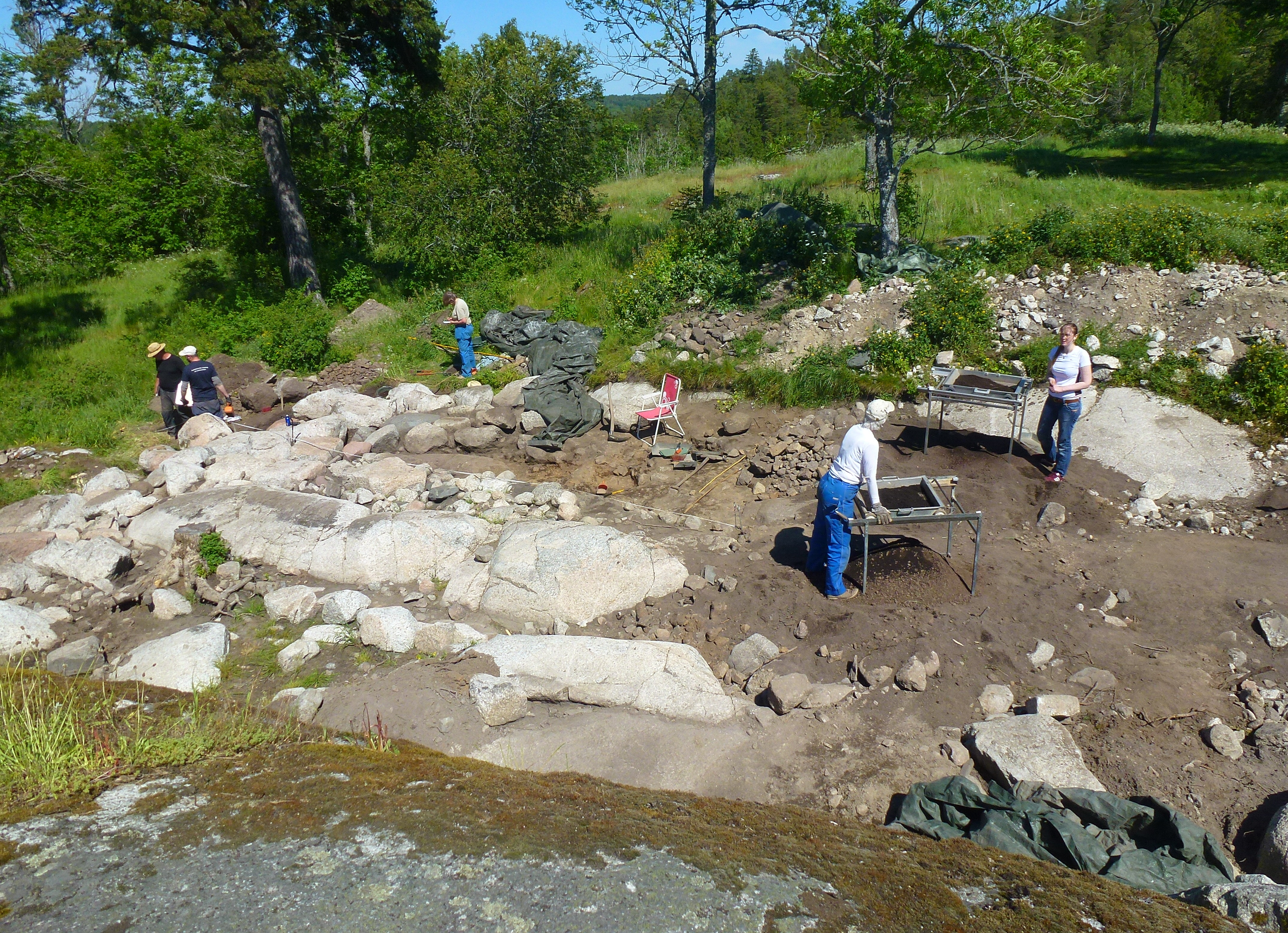
Runsa fornborg

## Wichtige Unternehmen
In der Gemeinde Upplands Väsby hat auch der deutsche Elektrokonzern Siemens seinen Schweden-Hauptsitz.
Ferner befindet sich hier eine Fertigung von Mondelēz International (Marabou).

## Sehenswürdigkeiten
- Gunnes gård – Rekonstruktion eines Wikingerhofes zu Beginn des 9. Jahrhunderts
- Schiffssetzung von Runsa und Runsa fornborg – mit vorgeschichtlichem Gräberfeld
- die Kirchen von Eds, Fresta und Hammarby aus dem 12. bzw. 13. Jahrhundert